# 阿合娜尔·阿达克
阿合娜尔·阿达克（1999年6月1日—），哈萨克族，中国女子速度滑冰运动员，2020年四大洲锦标赛女子团体追逐铜牌得主、2025年四大洲锦标赛女子团体追逐金牌得主、2025年亚洲冬季运动会女子团体追逐金牌得主。